# Sembrutes
Sembrutes (Sembruthes) foi o rei de Axum, no território do atual norte da Etiópia e Eritreia, que governou aproximadamente de 240 a 260. É conhecido apenas a partir de uma única inscrição em grego antigo que foi encontrada em Decamaré (Dequi Meari) na atual Eritreia, que é datada de vigésimo-quarto ano de seu reinado. Sembrutes é o primeiro governante conhecido nas terras mais tarde governadas pelos Imperadores da Etiópia a adotar o título de "Rei dos Reis".  
Durante seu governo que o poder axumita havia se expandido para o nordeste até a cidade de Meroé do antigo reino de Cuxe. 
Munro-Hay coloca seu reinado entre os de Azaba e Dataunas, ou em aproximadamente 250 No entanto, W.R.O. Hahn, em um estudo publicado em 1983, afirma que o reinado de Sembrutes ocorreu no século IV, entre os reinados de Afilas e Ezana.  Hahn também o identifica com Usanas (também conhecido como o lendário Ela Amida).  
Munro-Hay também sugere que Sembrutes pode ter sido o governante que erigiu o anônimo Monumentum Adulitanum. Esta última é uma inscrição em Adúlis que Cosmas Indicopleustes fez uma cópia ao rei Elesbão.  Fato corroborado por G.W. Bowersock   e por  Palgrave Macmillan e Paul B. Henze  